# Bec Rawlings
Rebecca "Bec" Rawlings (Launceston, 11 de fevereiro de 1989) é uma lutadora de artes marciais mistas que compete na categoria peso-palha do Ultimate Fighting Championship. Bec já foi desafiante do Cinturão Peso Palha do Invicta FC.

## Carreira no MMA

### Início no MMA
Conhecida por seu estilo de luta agressivo, olhar único e personalidade peculiar, Rawlings começou sua jornada no MMA em Launceston em 2010, antes de se mudar para Brisbane para promover suas oportunidades e experiência no início de 2011. Somente dez meses após dar à luz ao seu segundo filho, Enson, Rawlings fez sua estreia no MMA profissional em 15 de outubro de 2011, no BRACE 12 em Hobart, Tasmânia. Devido à falta de oportunidades de luta, e apesar de sua categoria de peso adequado ser palha, Rawlings lutou na categoria dos galos em sua estreia contra a experiente Rhiannon Thompson. No que foi declarado "Luta da Noite" pela promoção, Rawlings perdeu sua luta de estreia por nocaute.

### Invicta Fighting Championships
Em novembro de 2012, Rawlings assinou um contrato de três lutas com o Invicta FC, promoção considerada a maior do mundo no MMA feminino. Ela foi originalmente programado para lutar Joanne Calderwood no card preliminar do Invicta FC 4: Esparza vs. Gadelha em 5 de janeiro de 2013. No entanto, uma lesão em Claudia Gadelha fez com que Hyatt fosse empurrada para a disputa do Cinturão Peso Palha do Invicta FC. Ela perdeu por decisão unânime.
Sua primeira luta fora da Austrália, combinada com a personalidade dela, deu-lhe uma grande cobertura na mídia australiana. Isso levou a presidente do Invicta FC, Shannon Knapp dizer que ela nunca tinha visto nada parecido. No Women’s Mixed Martial Arts Awards ela foi eleita 2012 Favourite Female Fighter com 265 votos de fãs, 70 a mais do que Ronda Rousey.
Rawlings enfrentou Jasminka Cive no Invicta FC 5: Penne vs. Waterson em abril de 2013. Bec venceu por finalização no primeiro round.
Hyatt enfrentou Mizuki Inoue no Invicta FC 6. Rawlings perdeu por decisão unânime.

### The Ultimate Fighter
Rawlings teve o seu contrato com o Invicta FC atribuído ao UFC em dezembro de 2013 após a promoção abrir a categoria Peso Palha. A promoção também anunciou uma edição de The Ultimate Fighter só para mulheres, que vai coroar a primeira campeã dos palhas.
Durante o reality, foi elaborado um sistema de ranking para cada lutadora, Bec foi rankeada como a número #8 dentre as outras competidoras, obrigando-a enfrentar a nona colocada no ranking, Justine Kish.
Em um dia de treinamentos dentro do programa, Dana White chamou Bec para uma conversa a sós e informá-la que seu padrasto havia falecido por causa de seu Mal de Parkinson.

### Ultimate Fighting Championship
Rawlings enfrentou Heather Jo Clark em sua estréia no UFC em 12 de Dezembro de 2014 no The Ultimate Fighter: A Champion Will Be Crowned Finale. Ela foi derrotada por decisão unânime.
Rawlings era esperada para enfrentar Seo Hee Ham em 9 de Maio de 2015 no UFC Fight Night: Miocic vs. Hunt. No entanto, uma lesão tirou Ham do evento, e ela foi substituída por Lisa Ellis. Rawlings venceu a luta por finalização com um mata leão ainda no primeiro round.
Rawlings agora é esperado para enfrentar Joanne Calderwood em 18 de Julho de 2015 no UFC Fight Night: Bisping vs. Leites.

## Vida Pessoal
Rawlings foi criada na Tasmânia, e frequentemente praticava esportes como basquete, ginástica e atletismo durante a pré-adolescência. Posteriormente, no entanto, Rawlings obteve um rápido ganho de peso e sofria de uma falta de motivação antes de migrar para as artes marciais mistas, como forma de combater seus problemas em 2010. Este é o lugar onde ela conheceu seu ex-marido e companheiro de treino, Dan Hyatt.
Rawlings tem dois filhos: Zake e Enson.

## Cartel no MMA
| Cartel no MMA   |            |            |
| 13 lutas        | 7 vitórias | 6 derrotas |
| Por nocaute     | 1          | 2          |
| Por finalização | 4          | 0          |
| Por decisão     | 2          | 4          |

| Res.    | Cartel | Oponente           | Método                                   | Evento                                      | Data       | Round | Tempo | Local                         | Notas                                            |
| ------- | ------ | ------------------ | ---------------------------------------- | ------------------------------------------- | ---------- | ----- | ----- | ----------------------------- | ------------------------------------------------ |
| Derrota | 7-8    | Ashlee Evans-Smith | Decisão (unânime)                        | UFC 223: Khabib vs. Iaquinta                | 07/04/2018 | 3     | 5:00  | Brooklyn, Nova Iorque         |                                                  |
| Derrota | 7-7    | Jessica Rose-Clark | Decisão (dividida)                       | UFC Fight Night: Werdum vs. Tybura          | 19/11/2017 | 3     | 5:00  | Sydney                        |                                                  |
| Derrota | 7-6    | Tecia Torres       | Decisão (unânime)                        | UFC Fight Night: Bermudez vs. Korean Zombie | 04/02/2017 | 3     | 5:00  | Houston, Texas                |                                                  |
| Derrota | 7-5    | Paige VanZant      | Nocaute (chute voador na cabeça e socos) | UFC on Fox: Maia vs. Condit                 | 27/08/2016 | 2     | 0:17  | Vancouver, Colúmbia Britânica |                                                  |
| Vitória | 7-4    | Seo Hee Ham        | Decisão (unânime)                        | UFC Fight Night: Hunt vs. Mir               | 19/03/2016 | 3     | 5:00  | Brisbane                      |                                                  |
| Vitória | 6-4    | Lisa Ellis         | Finalização (mata leão)                  | UFC Fight Night: Miocic vs. Hunt            | 09/05/2015 | 1     | 4:09  | Adelaide                      |                                                  |
| Derrota | 5-4    | Heather Jo Clark   | Decisão (unânime)                        | The Ultimate Fighter 20 Finale              | 12/12/2014 | 3     | 5:00  | Las Vegas, Nevada             | Estreia no UFC.                                  |
| Derrota | 5-3    | Mizuki Inoue       | Decisão (unânime)                        | Invicta FC 6                                | 13/07/2013 | 3     | 5:00  | Kansas City, Missouri         |                                                  |
| Vitória | 5-2    | Jasminka Cive      | Finalização (chave de braço)             | Invicta FC 5                                | 05/04/2013 | 1     | 3:30  | Kansas City, Missouri         |                                                  |
| Derrota | 4-2    | Carla Esparza      | Decisão (unânime)                        | Invicta FC 4                                | 05/01/2013 | 5     | 5:00  | Kansas City, Kansas           | Pelo Cinturão Inaugural Peso Palha do Invicta FC |
| Vitória | 4-1    | Christina Tatnell  | Nocaute Técnico (socos)                  | Nitro MMA: Nitro 7                          | 20/10/2012 | 1     | 0:37  | Brisbane                      |                                                  |
| Vitória | 3-1    | Rachel Sheridan    | Decisão (majoritária)                    | Valor Fight 1: Resolution                   | 09/06/2012 | 3     | 3:00  | Launceston                    |                                                  |
| Vitória | 2-1    | Daniela Marjanovic | Finalização Técnica (mata-leão)          | Australian Fighting Championship 3          | 14/04/2012 | 1     | 0:21  | Melbourne                     |                                                  |
| Vitória | 1-1    | Sarah Morrison     | Finalização (chave de braço)             | BRACE 14                                    | 18/02/2012 | 2     | 1:30  | Canberra                      |                                                  |
| Derrota | 0-1    | Rhiannon Thompson  | Nocaute (chute na cabeça)                | BRACE 12                                    | 05/10/2011 | 1     | 2:30  | Hobart                        | Estreia no Peso-galo                             |